# Franken (volk)

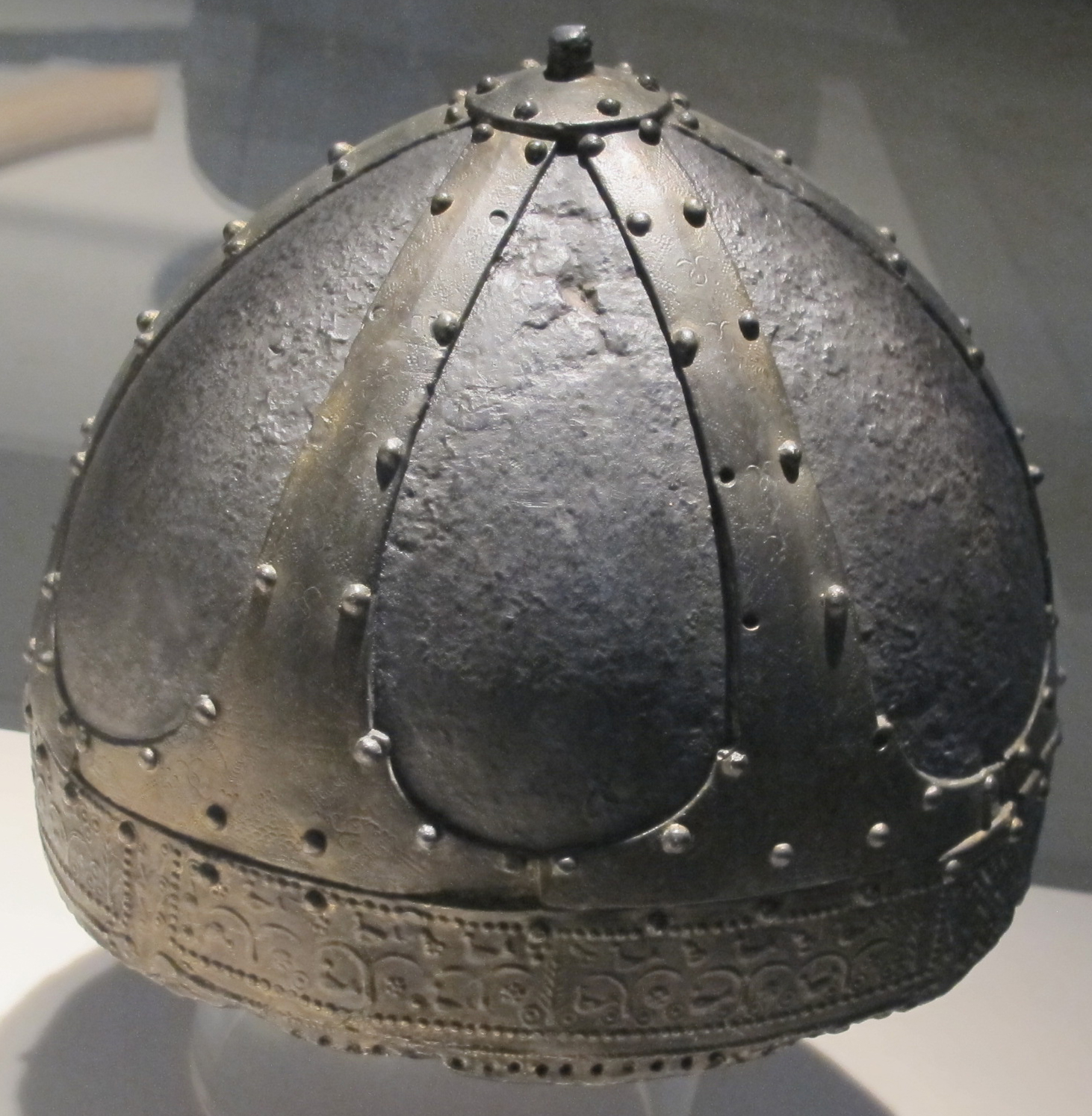
Frankische helm uit de 7e eeuw (Germanisches Nationalmuseum, Neurenberg)

De Franken (Middelnederlands: Vranke, Oudhoogduits: Francho, Oudengels: Franca, Oudnoords: Frakki) waren een federatie van reeds eerder bekende Germaanse stammen, die rond het midden van de 3e eeuw na Christus tot stand kwam. Wellicht verbonden deze stammen zich onder Saksische druk nabij de limes langs de Rijn van het Romeinse Rijk. Vanuit hun oorspronkelijke gebied in het noordoosten van Nederland en het noordwesten van Duitsland, staken ze vanaf de 4e eeuw de Rijngrens over en vestigden zich in de Romeinse provincie Germania Inferior. Later breidden ze hun machtsgebied uit naar het huidige België en Frankrijk.

## Etymologie
De volksnaam Frank zou ‘onstuimig, wild, dapper’ kunnen betekenen in het Germaans. Deze oorsprong is wellicht terug te vinden in de niet-genasaleerde reeks Middelnederlands vrac ‘begerig, hebzuchtig’, Fries frak ‘geil, welig; vleiend, vriendelijk’, Limburgs vrek, vrech 'brutaal',  Oudengels frǣc ‘gierig, begerig’, Oudnoors frakkr ‘moedig’ en gewestelijk Zweeds fräk ‘vermetel’. Later zou het de secundaire betekenis van ‘vrij’ (in tegenstelling tot de Galloromeinen die als horig onvrij waren) gekregen hebben. De volksnaam zou terug kunnen gaan op Oudengels franca, Oudnoords frakka ‘werpspies’. Maar volgens D.P. Blok werd de werpspies veeleer naar de Franken vernoemd dan omgekeerd. Dit is te vergelijken met de francisca, de Merovingische tweebladige werpbijl die ook naar de Franken is vernoemd.

## Herkomst en samenstelling

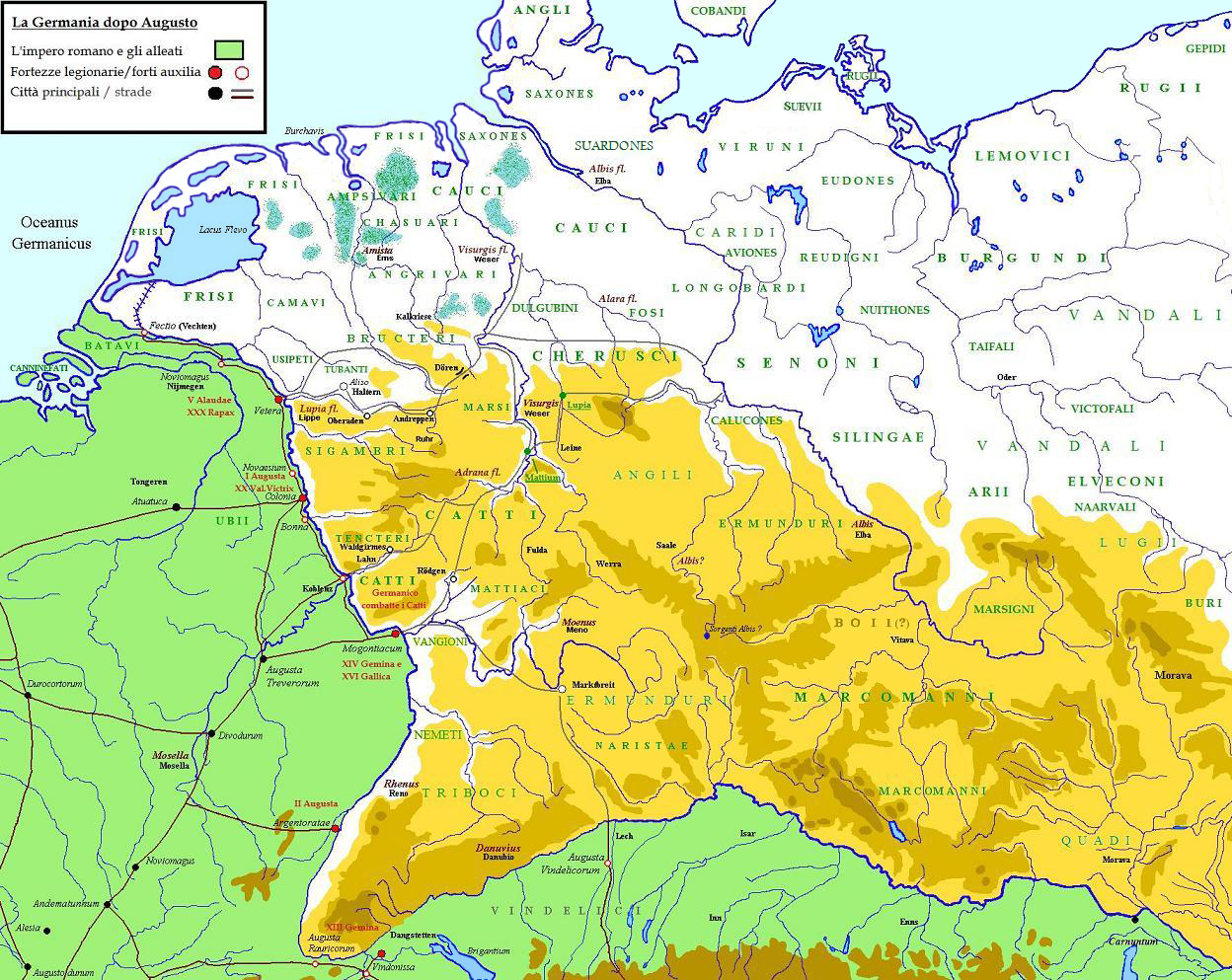
Bevolking van Germania Magna (in geel en wit) ten tijde van keizer Augustus (10 na Chr.)

De Franken werden nog niet vermeld door de historicus Tacitus, die wel gewag maakte van Istvaeones, evenals Plinius de Oudere. De vroegste verwijzingen naar de Franken dateren uit het midden van de derde eeuw en handelen over de vestiging van Frankische groepen ten noordoosten van de Rijn en de opsplitsing in twee deelgroepen, de Salische Franken en de Ripuarische Franken. Men gaat ervan uit dat de Franken oorspronkelijk zijn ontstaan als een soort verbond tussen diverse Germaanse stammen. Genoemd worden de Usipeti, Tencteri, Sugambri en Bructeri, die woonden in het dal van de Rijn (middenloop en Beneden-Rijn) en de gebieden direct ten oosten daarvan. Gregorius van Tours, die rond 570 een geschiedenis van de Franken geschreven heeft, zegt dat koning Clovis een 'Sicamber' genoemd werd.
Sommigen verwerpen de algemeen aanvaarde theorie dat de Franken in het midden van de derde eeuw zijn ontstaan als een verbond van eerder bestaande Germaanse stammen. Zo zoekt men bijvoorbeeld een oorspronkelijk stamgebied in het huidige Pommeren (Noordoost-Duitsland) of op de Deense eilanden. Gregorius van Tours noemde een legende dat de Franken uit Pannonia afkomstig zouden zijn geweest.
Tot de Franken in etnologische zin rekent men gewoonlijk de volgende West-Germaanse stammen:
- Salische Franken (of Westfranken sinds 420), onder wie gerekend worden:
  - Bructeren
  - Ampsivaren
  - Chamaven
  - Chattuaren
- Ripuarische Franken (ook: Rijnfranken), onder wie gerekend worden:
  - Cherusken
  - Sugambriërs (ook: Sigambren)
  - Tencteren
  - Ubiërs
  - later ook de Chatten (thans Hessen)
  - Bataven en Usipeten(?), mogelijk opgegaan in de Salische Franken, die hun gebied koloniseerden

Het gebied van de Ripuarische Franken besloeg het gehele midden- en lagere Rijngebied, het gebied ten oosten van de Maas en het gebied langs de Moezel. In de Lage Landen heersten de Ripuarische Franken over het gebied boven de Beneden-Rijn (de Betuwe en Hamaland).

## Verspreiding (ca. 260 - 537)
De vestiging van Frankische stammen tussen circa 260 en 537 geeft een geleidelijke verbreiding te zien vanaf de oevers van de Rijn naar het zuiden en westen. De Franken wisten na hun eerste binnenvallen in Romeins gebied (274 n.Chr.) de Romeinse macht in een groot deel van het huidige Rijnland over te nemen. Deze groep Franken wordt ook wel aangeduid als de Ripuarische Franken.  Weliswaar wisten de Romeinen in de periode 290-310 n.Chr. hun macht over de Rijn opnieuw te vestigen; de streek was echter grotendeels ontvolkt en werd niet opnieuw geromaniseerd, maar bevolkt met Frankische nieuwkomers.
In het begin van de vierde eeuw vestigden de keizers Maximianus en Constantius I, die het Frankische grondgebied op de rechter Rijnoever enorm brandschatten, krijgsgevangen Franken in de ontvolkte gebieden in Gallië. Hier werden zij gedwongen de verlaten akkers te bewerken en rekruten te leveren aan het leger.  Halverwege de vierde eeuw kwam er een samenwerkingsverband tussen de zogenaamde Salische Franken en de Romeinen tot stand. De Romeinse generaal (en wat latere keizer) Julianus verleende de Salische Franken in 358 de status van foederati ('bondgenoten') en zij kregen Romeins gebied in de Scheldevallei, tussen de grote rivieren en in het ontvolkte gebied van de Kempen. De status van foederati betekende dat de Franken voor de verdediging van dat deel van het Romeinse Rijk moesten instaan, in ruil voor de afschaffing van belastingbijdragen. 
Het is niet bekend wat de drijvende krachten waren achter deze migratie, maar het zou te maken kunnen hebben met het klimaat. De trek van de Franken naar het zuidwesten verliep parallel met de trek van de Saksen naar Engeland via de tegenwoordige Nederlandse kust rond 440-450. Rond 480 bezetten de Franken een gebied dat bijna geheel los lag van hun oorspronkelijke territorium, hoewel er rond 537 weer enige overlapping was met hun oorspronkelijke gebied.

## Overname van het Romeins gezag (5e eeuw)

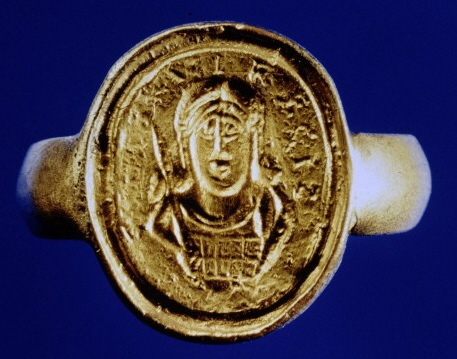
Zegelring van Childerik I (ca. 436-481)

In de loop van de vijfde eeuw na Chr. stortte het Romeinse gezag in West-Europa ineen. In de noordelijke streken, waaronder het gebied van het latere Nederland en België, betekende dat deels een terugval in de beschaving, zelfs gedeeltelijk terug naar de prehistorie: de meeste geletterde bewoners van Noordwest-Europa trokken weg naar het zuiden, er werd bijna niets meer op schrift gesteld. Daarom wordt de meeste kennis voor een reconstructie van de geschiedenis van die tijd uit archeologische opgravingen gehaald. Van de andere kant bouwden de Franken tussen ca. 350 en 500 een sterk koninkrijk op, dat veel elementen van de Romeinse cultuur en bestuur overnam.
Omstreeks 406 vochten Franken als huursoldaten van de usurpator Constantijn III tegen de rechtmatige keizer Honorius. Onder de Frankische koning Chlodio voerden zij een aantal oorlogen tegen de Romeinen gericht op gebiedsuitbreiding in Noord-Gallië, onder andere de Frankische Oorlog (428) en de oorlog van 431-432. Omstreeks 460 poogden keizer Majorianus en generaal Aegidius het Romeinse gezag in het Nederlandse rivierengebied te herstellen met behulp van Frankische huurlingen. 
In 476 stortte het West-Romeinse staatsapparaat definitief in.
Tien jaar na het afzetten van Romulus Augustulus als laatste Romeinse keizer in West-Europa versloeg de Frankische koning Clovis in 486 de 'Romeinse generaal' Syagrius (eigenlijk een plaatselijke krijgsheer) bij Soissons, zodat het noorden van Gallië in zijn handen viel. Met Clovis begon de grote uitbreiding van het Frankische Rijk. Clovis bracht zijn hofhouding over naar Lutetia (de huidige Franse hoofdstad Parijs) en het hele gebied van Gallië erfde uiteindelijk de naam Francië van hun nieuwe heersers.

## Expansie van het Frankische Rijk (5e - 9e eeuw)

Expansie van het Frankische Rijk, 481-870

Van de 6e tot en met de 8e eeuw veroverden de Franken onder de Merovingische koningen geleidelijk ook de nooit door Rome bezette streken van Germania Magna ten oosten van de Rijn en ten noorden van de Donau (grofweg de gebieden van het huidige Duitsland, Tsjechië, Oostenrijk en Zwitserland). Onder de Karolingische dynastie bezetten de Franken ten slotte het grootste deel van huidig Italië en het gebied in Noord-Spanje tussen de Ebro en de Pyreneeën. Daarmee ontstond in Europa de machtigste staat sinds de val van het West-Romeinse Rijk. De bekroning van de Frankische expansie vond letterlijk plaats toen Karel de Grote in het jaar 800 door de paus tot keizer van het Heilige Roomse Rijk werd gekroond.

## Het einde van de Franken als apart volk
In de vroegere Romeinse streken assimileerden de Franken geleidelijk in de Latijnstalige bevolking die getalsmatig veel groter was dan de kleine bovenlaag van Frankische heersers. Vooral toen de Franken zich tot het christendom (katholicisme) bekeerden, vergemakkelijkte dit het assimilatieproces. Geleidelijk versmolt de nieuwe Frankische met de oude Gallo-Romeinse toplaag door onderlinge huwelijken. Dit proces heeft echter lang geduurd. De Frankische koningen bleven tot na Karel de Grote hun Germaanse taal spreken en zelfs van nadien zijn er bewijzen dat de adel uit de omgeving van Parijs hun zonen naar het noorden stuurden omdat daar beter Frankisch gesproken werd. Buiten de vroegere Romeinse rijksgrens ging het samensmelten van de onderling toch al verwante West-Germaanse stammen vrij geruisloos en na 900 was het oorspronkelijke stamonderscheid nog maar van weinig betekenis. Zie ook het ontstaan van de taalgrens tussen Romaans en Germaans Europa.

## De Lage Landen als erfgenamen van de Franken

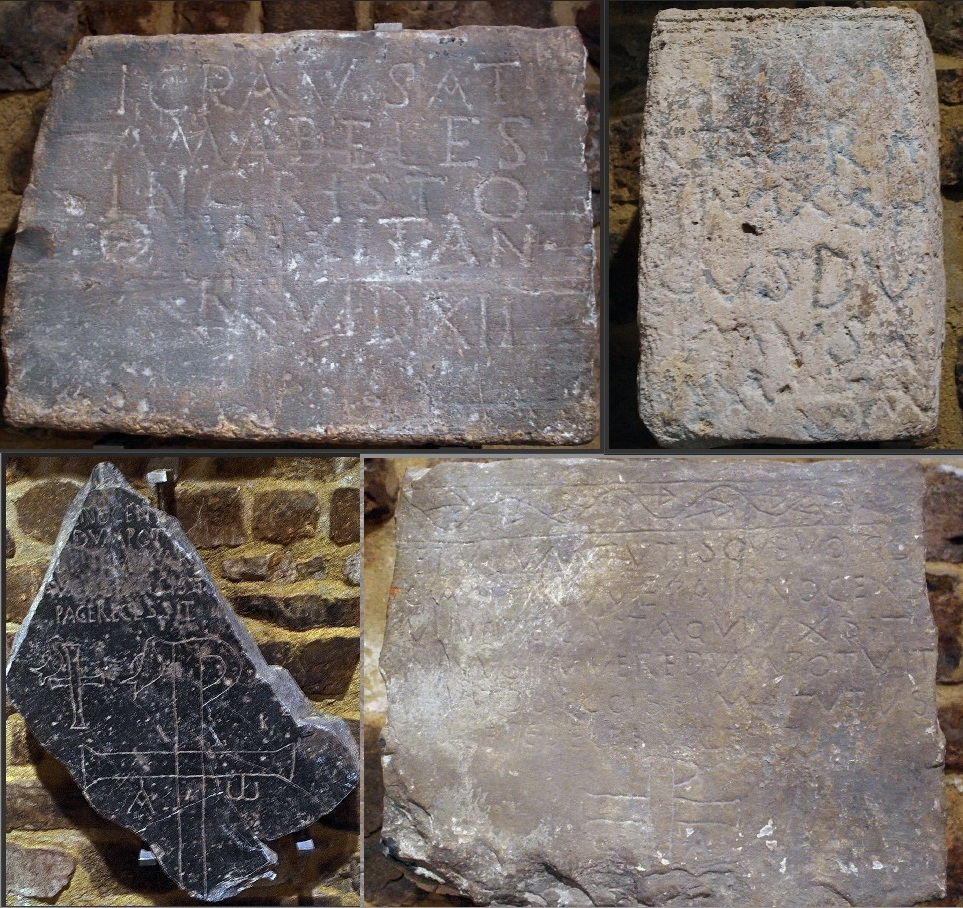
Vroeg-christelijke grafstenen (5e-6e eeuw) in de oostcrypte van de St-Servaaskerk in Maastricht. Sommige grafstenen dragen Frankische namen, andere Romaanse

In politiek opzicht heeft het oude stamonderscheid sinds de 11e eeuw weinig betekenis meer. In cultureel opzicht echter bleven de dialecten door de eeuwen heen steeds verder uit elkaar groeien. Door grote taalveranderingen, onder meer veroorzaakt door toenemende regionale verschillen tussen Frankische dialecten toen de rondzwervende stammen van de volksverhuizingen zich definitief op vaste woonplekken vestigden, viel ook het Frankisch zelf uiteen in Nederfrankisch, Middelfrankisch, Oostfrankisch en Zuid-Frankisch. Het onderscheid tussen Nederduits en Hoogduits werd zodoende belangrijker dan het, overigens ook toenemende, verschil tussen Frankisch en Saksisch. Het algemene proces van differentiatie werd pas veel later omgekeerd door de invoering van het massaonderwijs. Het tegenwoordige Standaardduits is een mengeling van Saksische en Frankische elementen. De West-Germaanse taalvariëteiten zijn nooit echt opnieuw naar elkaar toe gegroeid, doordat er (onder invloed van de lutheraanse bijbelvertaling in het oosten en de calvinistische bijbelvertaling in het westen) twee standaardtalen ontstaan zijn: het Nederlands en het Duits.
Het Standaardnederlands heeft zijn basis voor een groot deel in het Nederfrankisch. Het Limburgs dat in Wallonië nog in de streek van Overmaas gesproken wordt, is door de Franse Gemeenschap erkend als het Frankisch of francique. Er zijn maar weinig documenten bewaard die het mogelijk maken het ontstaan van het Oudnederlands goed te bestuderen. De Franken stonden er om politieke redenen op dat de schrijftaal Latijn was om zo beter aansluiting te krijgen bij hun Romaanstalige onderdanen, hoewel Karel de Grote een –verloren gegaan– boek met oude volksverhalen in zijn eigen taal liet schrijven. Toch zijn er vanaf de 6e eeuw in bijvoorbeeld de Salische wet enige Frankische taalresten aangetroffen.
In de noordelijke gewesten van Nederland hadden lange tijd de Friezen de overhand, vooral langs de kust. In tegenstelling tot Friezen en Saksen gingen de Franken al vroeg tot het katholieke christendom over. Vanaf de late 7e eeuw vormde Utrecht (Trajectum) een Frankisch bolwerk van waaruit werd geprobeerd ook de Friezen en Saksen te kerstenen (en te onderwerpen), een proces dat de hele 8e eeuw voortduurde.